# Daňové identifikační číslo
Daňové identifikační číslo (DIČ) je jednoznačná identifikace daňového subjektu (plátce nebo poplatníka). Každý daňový subjekt má své daňové identifikační číslo, které mu přidělí správce daně (finanční úřad) poté, co se daňový subjekt zaregistroval. Daňové identifikační číslo je charakterizováno dvěma písmeny, která znamenají kód země, a za nimi následuje číslo plátce daně.
Pomocí DIČ daňový poplatník sděluje správci daně svou totožnost. Proto musí DIČ uvádět při každé komunikaci se správcem daně. Zvlášť důležité je DIČ pro správnou identifikaci plateb odváděných finančnímu úřadu.
Kromě toho se DIČ používá i pro identifikaci plátců DPH. DIČ identifikuje plátce v rámci celé Evropské unie (v rámci EU je anglicky nazýváno VAT ID). Evropská komise také nabízí službu pro kontrolu správnosti DIČ, VAT Information Exchange System (VIES). V České republice Registr plátců DPH vede a zpřístupňuje na svých stránkách Finanční správa, a to včetně informace, zda jde o nespolehlivého plátce.
Plátci DPH jsou povinni uvádět své DIČ na všech svých daňových dokladech.
DIČ obsahuje kód státu (CZ) a kmenovou část, kterou tvoří obecný identifikátor. U fyzické osoby rodné číslo, popř. jiný obecný identifikátor, stanoví-li tak zvl. zákon. U právnické osoby identifikační číslo osoby. Není-li obecný identifikátor daňovému subjektu přidělen, přidělí správce daně vlastní identifikátor – výtažek odst. 3 § 130 zákona č. 280/2009 Sb. daňového řádu.

## Kódy odpovídající DIČ v jiných státech
Obdobná daňová identifikační čísla existují v dalších státech EU:
| Stát EU          | Místní název                                                                                | Zkratka (nebo označení) | Kód státu | Formát |
| ---------------- | ------------------------------------------------------------------------------------------- | ----------------------- | --------- | --- |
| Belgie           | BTW identificatienummer / Numéro de TVA                                                     | BTW-nr                  | BE        | 10 číslic, první číslice za kódem státu je vždy nula ("0") – např. BE099999999p |
| Bulharsko        | Идентификационен номер по ДДС Identifikacionen nomer po DDS                                 | ЕИК Булстат             | BG        | 9 – 10 číslic – např. BG99999999p, BG901231001p |
| Česko            | Daňové identifikační číslo                                                                  | DIČ                     | CZ        | 8-10 číslic, CZ8234567p, CZ62345678p, CZ996231789p. Formát českého DIČ je obvykle CZ+IČO |
| Dánsko           | Momsregistreringsnummer                                                                     | CVR                     | DK        | 4 dvojice číslic např. DK99 |
| Estonsko         | Käibemaksukohuslase number                                                                  | KMKR                    | EE        | 9 číslic |
| Finsko           | Arvonlisäveronumero                                                                         | ALV nro                 | FI        | 8 číslic |
| Francie a Monako | Numéro d'identification à la taxe sur la valeur ajoutée                                     | No. TVA                 | FR        | 11 číslic, první a/nebo druhé může být nahrazeno písmenem např. FRPP999999999 |
| Irsko            | Value added tax identification no.                                                          | VAT no                  | IE        | 7 číslic následuje 1 nebo 2 písmeny |
| Itálie           | Partita IVA                                                                                 | P.IVA                   | IT        | 11 číslic (prvních 7 číslic je významových, následující 3 kódují místo sídla, poslední číslice je kontrolní) |
| Kypr             | Αριθμός Εγγραφής Φ.Π.Α. Arithmós Engrafḗs F.P.A.                                            | ?                       | CY        | 9 znaků např. CY02999999P |
| Litva            | PVM (zkr. Pridėtinės vertės mokestis) mokėtojo kodas                                        | PVM                     | LT        | 9 (nebo 12) číslic např. LT12345678p, LT12345678901p |
| Lotyšsko         | Pievienotās vērtības nodokļa (PVN) reģistrācijas numurs                                     | PVN                     | LV        | 11 číslic |
| Lucembursko      | Numéro d'identification à la taxe sur la valeur ajoutée                                     | No. TVA                 | LU        | 8 číslic |
| Maďarsko         | Közösségi adószám                                                                           | ÁFA                     | HU        | 8 číslic |
| Malta            | Vat reg. no.                                                                                | Vat No.                 | MT        | 8 číslic |
| Německo          | Umsatzsteuer-Identifikationsnummer                                                          | USt-IdNr.               | DE        | 9 číslic |
| Nizozemsko       | BTW nummer                                                                                  | BTW nr                  | NL        | 12 znaků např. NL12345678pB01 |
| Polsko           | Numer Identyfikacji Podatkowej                                                              | NIP                     | PL        | 10 číslic, z nichž poslední číslice je kontrolní |
| Portugalsko      | Número de Identificação Fiscal (NIF) / Número de Identificação de Pessoa Colectiva (NIPC) – | NIF                     | PT        | 9 číslic |
| Rakousko         | Umsatzsteuer-Identifikationsnummer                                                          | UID                     | AT        | 9 znaků, první po kódu státu je vždy "U" – např. ATU9999999p |
| Rumunsko         | Cod de înregistrare în scopuri de TVA                                                       | CF                      | RO        | 2-10 číslic |
| Řecko            | Αριθμός Μητρώου Φ.Π.Α. Arithmós Mētrṓou Fi-Pi-Ah                                            | -                       | EL        | 9 číslic |
| Slovensko        | Daňové identifikačné číslo                                                                  | DIČ / IČ DPH            | SK        | 10 číslic, DIČ je daňové interní identifikační číslo, přidělované slovenským daňovým úřadem. Předponu SK (a tedy 12 znaků) obsahuje pouze identifikační číslo plátců DPH, pak se ovšem značí IČ DPH a nazývá se Identifikačné číslo pre daň z pridanej hodnoty a má mezinárodní použití. IČ DPH má obvykle formát SK+DIČ. |
| Slovinsko        | Davčna številka                                                                             | ID za DDV               | SI        | 8 číslic |
| Španělsko        | Número de Identificación Fiscal                                                             | NIF                     | ES        | 9 číslic, z nichž první nebo poslední může být nahrazena písmenem – např. ESX1234567P |
| Švédsko          | VAT-nummer nebo momsnummer                                                                  | Momsnr.                 | SE        | 12 číslic, z nichž poslední dvě jsou vždy 01. |